# Adolf Wommelsdorff
Adolf Eduard Wommelsdorff (* 18. Februar 1853 in Randeshof oder Randesdorf; † 11. Dezember 1935) war Hof- und Mühlenbesitzer und Mitglied des Deutschen Reichstags.

## Leben
Wommelsdorff erhielt zuerst Hausunterricht und besuchte dann von 1864 bis 1872 das Realgymnasium zu Flensburg bis zur Absolvierung der Oberrealsekunda. Von 1872 bis 1880 war er als konditionierter Landwirt in Schleswig, Holstein und Jütland tätig gewesen. Ab 1880 war er in Munkmühle bei Randershof im heutigen Dänemark wohnhaft und ab 1892 Gemeindevorsteher und stellvertretender Amtsvorsteher. Ab 1896 war er Mitglied des Kreistags Flensburg. Von 1874 bis 1875 hat er beim Schleswigschen Feldartillerie-Regiment Nr. 9 (Graf Waldersee) als Einjährig-Freiwilliger gedient. Mit dem Qualifikationsattest zum Reserve-Artillerieoffizier ist er abgegangen als Vizewachtmeister.
Von 1907 bis 1912 war er Mitglied des Deutschen Reichstags für den Wahlkreis Provinz Schleswig-Holstein 2 Apenrade, Flensburg und die Nationalliberale Partei.

## Familie
Wommelsdorf war ein Sohn von Wilhelm Wommelsdorff, Besitzer der Munkmühle. Sohn Adolf betrieb sie nach den Eltern weiter. Um 1930 feierte er mit seiner Frau die Goldene Hochzeit in Randershof. Da die Familie verarmt war, wurde im Dorf gesammelt, um die Feier im örtlichen Restaurant zu ermöglichen. Der ehemalige Deutsche Kaiser Wilhelm II. schickte aus diesem Anlass ein Glückwunschtelegramm aus seinem Exil in Doorn. Denn seine zu diesem Zeitpunkt bereits verstorbene Frau, Kaiserin Auguste Victoria, kam aus dieser Gegend im heutigen Dänemark und war oftmals bei der Familie Wommelsdoff eingekehrt.